# Miroslav Tuđman

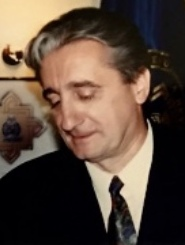
Miroslav Tuđman

Miroslav Tuđman (* 25. Mai 1946 in Belgrad; † 31. Januar 2021 in Zagreb) war ein kroatischer Politiker und Informationswissenschaftler. Er war der Sohn von Franjo Tuđman.

## Leben
Tuđman wuchs in Belgrad auf, bis seine Eltern 1961 nach Zagreb umzogen. Dort maturierte er und schloss 1970 ein Studium an der Philosophischen Fakultät der Universität Zagreb ab. An derselben Fakultät erwarb er 1985 einen Doktor der Informationswissenschaft. Er wurde dort 1991 außerordentlicher und 1998 ordentlicher Professor für Informationswissenschaft.
Seine erste politische Aktivität bestand in der Mitgründung der Hrvatska socijaldemokratska stranka (Kroatische Sozialdemokratische Partei; diese schloss sich 1994 mit der größeren Socijaldemokratska partija Hrvatske zusammen), gemeinsam mit seinem Freund Antun Vujić, doch bald wechselte er zur Partei seines Vaters, der konservativen Hrvatska demokratska zajednica (Kroatische Demokratische Union). Vorübergehend zog er sich aus der Politik zurück und kehrte 2001 bei den Zagreber Gemeindewahlen zurück, bei denen seine Gruppierung 7,6 % erreichte. Im selben Jahr gründeten er und Nenad Ivanković die Partei Kroatische wahre Renaissance (Hrvatski istinski preporod), die später mit dem Kroatischen Block von Ivić Pašalić zusammenarbeitete, jedoch bei der kroatischen Parlamentswahl 2003 keinen Sitz errang.
2009 kandidierte Tuđman bei der kroatischen Präsidentschaftswahl, erreichte im ersten Wahlgang jedoch lediglich 80.784 Stimmen (4,09 %).
Er trat später wieder der HDZ bei und wurde 2011 in das Parlament (Sabor) gewählt, dem er bis zu seinem Tode angehörte.
Aufgrund einer COVID-19-Erkrankung war er fast einen Monat lang an ein Beatmungsgerät angeschlossen, bis er am 31. Januar 2021 im Alter von 74 Jahren starb.

## Veröffentlichungen (Auswahl)
- Vrijeme krivokletnika (Zeit des Meineids), 2006, ISBN 953-99899-8-1
- Informacijsko ratište i informacijska znanost (Informations-Kriegsführung und Informationswissenschaft), 2008, ISBN 978-953-169-172-7
- Programirane hereze i hrvatski otpori. Pripovijest o nepoćudnim knjigama, o nepoželjnim ljudima, o prešućenim događajima i o ustrajnom otporu u doba detuđmanizacije i kriminalizacije Domovinskoga rata (Programmierte Häresien und kroatische Widerstände. Eine Geschichte über unerwünschte Bücher, unerwünschte Menschen, versteckte Ereignisse und anhaltenden Widerstand während der Ent-Tuđmanisierung und Kriminalisierung des Vaterländischen Krieges), 2013, ISBN 978-953-95617-6-3
- Druga strana Rubikona. Politička strategija Alije Izetbegovića (Die andere Seite des Rubikon. Alija Izetbegovićs politische Strategie), 2017, ISBN 978-953-169-374-5
- Haški krivolov. Analiza dokaza o ciljevima zajedničkoga zločinačkog pothvata u predmetu IT-04-74 (Die Wilderei von Den Haag. Analyse der Beweise für die Ziele des gemeinsamen kriminellen Unternehmens in der Sache IT-04-74), 2019, ISBN 978-953-169-442-1